# Bisulfito

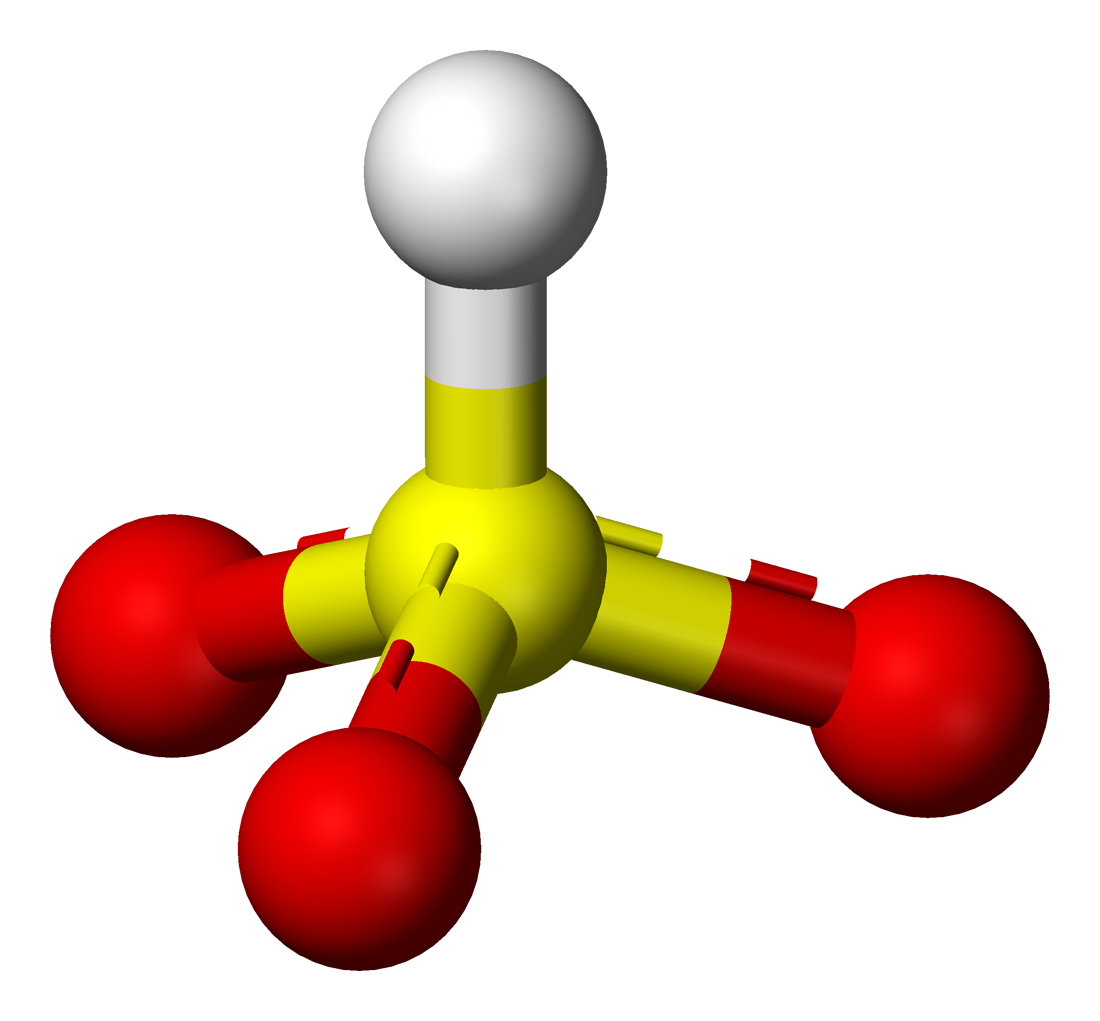
Un modelo de barras y esferasde la estructura más comúnmente establecida (la que tiene simetría C_{3v}) para el ion bisulfito en solución y en estado sólido. Tenga en cuenta que el hidrógeno está unido al átomo de azufre.

El ion bisulfito (nomenclatura recomendada por IUPAC: sulfito ácido) es el ion HSO3-. Las sales que contienen el ion HSO3- se denominan bisulfitos también conocidos como lejías de sulfito. Por ejemplo, el bisulfito de sodio es NaHSO3. 

## Estructura

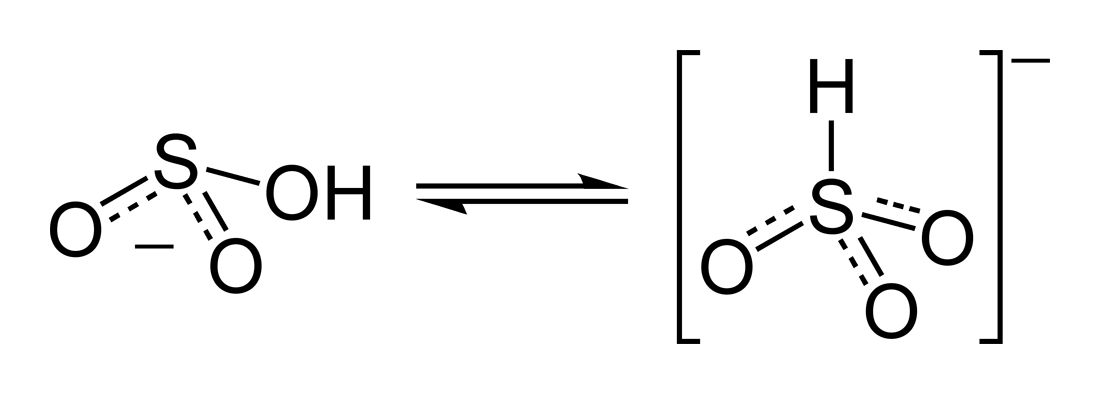
Tautómeros de bisulfito en equilibrio

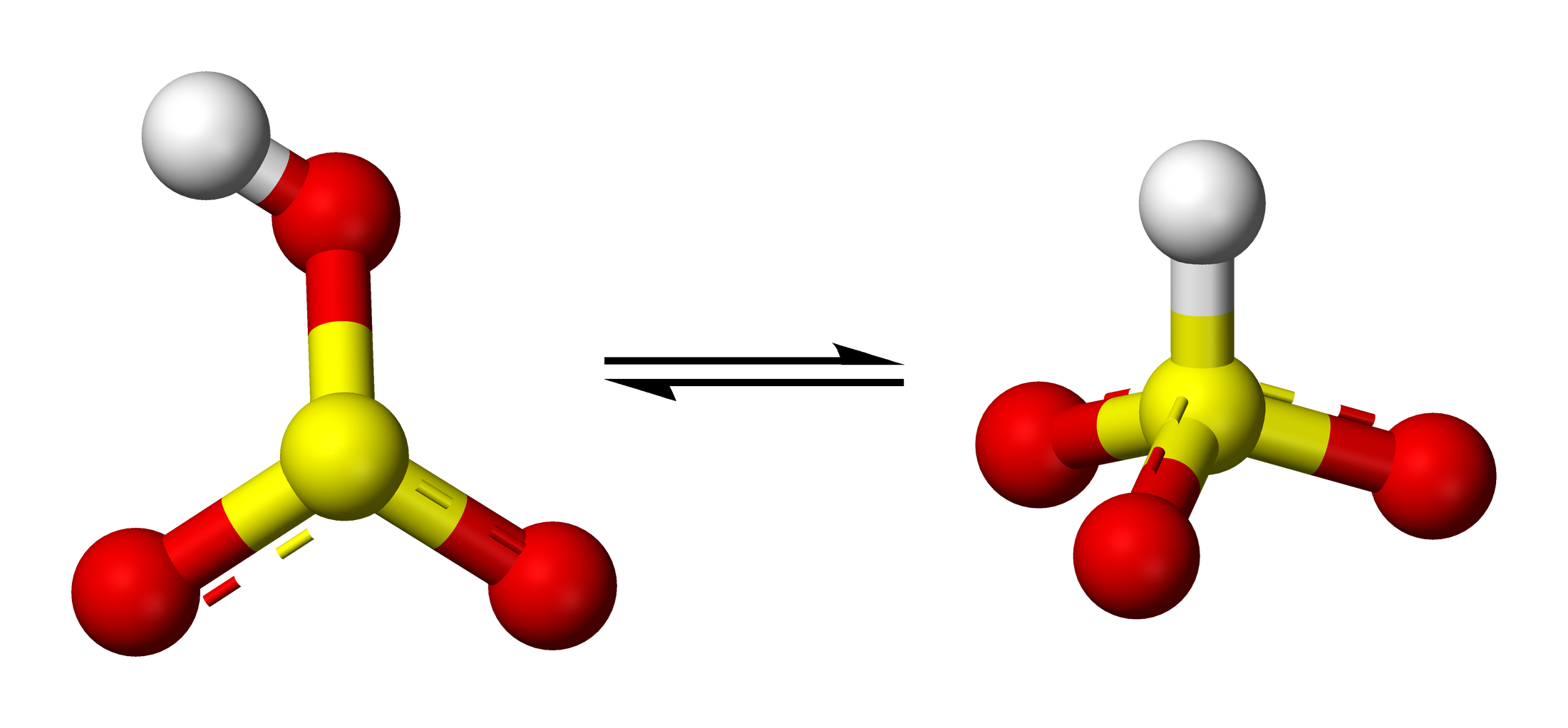
Modelos de esferas del equilibrio de bisulfito propuesto. El tautómero de la derecha tiene simetría C_{3v}.

Alguna evidencia puede sugerir que el protón en el ion bisulfito se encuentra en azufre, dando lugar a la simetría de C3v. Hay, sin embargo, alguna evidencia de espectroscopia 17O RMN que sugiere dos formas tautoméricas HSO3- que existen en equilibrio dinámico, uno que tiene el protón unido a azufre (HSO3-) y uno que está protonado el oxígeno (HOSO2-). La estructura C3v está soportada por cristalografía de rayos X y, en solución acuosa, por espectroscopía Raman (ν (S – H) = 2500 cm−1). 

## Reacciones
Las sales de bisulfito se preparan típicamente por tratamiento de soluciones alcalinas con exceso de dióxido de azufre
SO2  +  NaOH  →  NaHSO3
HSO3- es la base conjugada del ácido sulfuroso, H2SO3: 
H2SO3 ⇌ HSO3− + H+
El ácido sulfuroso no es un compuesto aislable y tampoco parece existir en solución. Se da un equilibrio que es mucho más consistente con la evidencia espectroscópica.  : 
SO2 + H2O ⇌ HSO3− + H+
HSO3- es una especie ácida débil con una pKa de 6.97. Su base conjugada es el ion sulfito, SO32−: 
HSO3− ⇌ SO32− + H+
Los bisulfitos son agentes reductores, como lo son todos los sulfitos y el dióxido de azufre, que contiene azufre en el mismo estado de oxidación (+4). 

## Medicina
Las sales de bisulfito son aditivos comunes a la epinefrina del fármaco para evitar su oxidación a adrenocromo y la inactivación resultante. Los bisulfitos a veces pueden causar una reacción alérgica. Esto es diferente de la alergia común a las sulfamidas. Fraser y Huang han determinado la cantidad de bisulfito en los bloqueadores médicos del dolor que inicia la hipersensibilidad de tipo 1.